# Sylta Fee Wegmann
Sylta Fee Wegmann (Berlino, 7 marzo 1987) è un'attrice tedesca, attiva in campo cinematografico e - soprattutto - televisivo.
Complessivamente, tra cinema e televisione, ha partecipato a oltre una trentina di differenti produzioni.
Tra i suoi ruoli principali, figura quello di Luna nel film Little Paris (2008) e quello di Cornelia "Nelly" Kienzle nella serie televisiva Squadra Speciale Stoccarda (SOKO Stuttgart, 2011-...). È inoltre apparsa come guest-star in varie serie televisive quali In aller Freundschaft, Squadra speciale Lipsia, SOKO 5113, Squadra Speciale Cobra 11, Guardia costiera, Tatort, ecc.

## Filmografia parziale

### Cinema
- Body Rice (2006) - ruolo: Katrin
- Little Paris (2008) - Luna
- Nur für einen Augenblick - cortometraggio (2009)
- Bild von Ihr (2011) - Charlotte
- Vorsprechen - cortometraggio (2012)
- Ohne Gnade (2013)

### Televisione
- In aller Freundschaft - serie TV, 1 episodio (2004)
- Squadra speciale Lipsia - serie TV, 1 episodio (2005)
- Ki.Ka-Krimi.de - serie TV, 2 episodi (2005)
- SOKO 5113 - serie TV, 1 episodio (2006)
- Liebling, wir haben geerbt! - film TV (2007)
- R.I.S. - Die Sprache der Toten - serie TV, 1 episodio (2007)
- Anna Winter - In nome della giustizia - serie TV, 1 episodio (2008)
- Machen wir's auf Finnisch - film TV (2008) - Cora Lohmann
- Inga Lindström - La festa di Hannah - film TV (2008) - Sina Janson
- Guardia costiera - serie TV, 1 episodio (2009)
- Geld.Macht.Liebe - serie TV, 4 episodi (2009)
- Kill Your Darling - film TV (2009)
- Squadra Speciale Cobra 11 - serie TV, 1 episodio (2010)
- Squadra Speciale Vienna - serie TV, 1 episodio (2010)
- Callgirl Undercover - film TV (2010) - Nina
- Dream Hotel (Das Traumhotel) - serie TV, 1 episodio (2011)
- Squadra Speciale Stoccarda - serie TV, 38 episodi (2011-2014)
- Tatort - serie TV, 1 episodio (2012)
- Squadra Speciale Cobra 11 - serie TV, 1 episodio (2013) - Eva Schneider
- Eins ist nicht von dir - film TV (2015)
- Lotta & der dicke Brocken - film TV (2016)
- Marie Is on Fire (Marie fängt Feuer) - serie TV, 12+ episodi (2016-...)